# Sanitas
АО Sanitas – одна из старейших и крупнейших в Литве фармацевтических компаний. Сегодня Sanitas производит и продает непатентованные лекарства – инъекционные препараты, таблетки, капсулы, глазные капли.

## История
Sanitas было основано в 1922 г., а в Литовской Республике Sanitas как акционерное общество было зарегистрировано в 1994 г. В том же году его акции стали котироваться на Национальной бирже ценных бумаг. С 19 августа 2011 г. контрольный пакет акций АО Sanitas (99,4 проц.) принадлежит Valeant Pharmaceuticals International. Генеральный директор общества – Саулюс Мечисловас Жемайтис; на сегодняшний день персонал компании насчитывает 110 человек.
- В 1922 г. в Каунасе было создано АО Sanitas – фармацевтическая лаборатория, производящая косметические средства
- В 1994 г. общество Sanitas было приватизировано, а его акции начали котироваться на Национальной бирже ценных бумаг.
- В мае 2004 г. Sanitas приобрело литовского производителя фармацевтических препаратов – АО Endokrininiai preparatai.
- 21 ноября 2005 г. акции АО Sanitas были включены в Официальный список биржи ценных бумаг NASDAQ OMX Vilnius.
- В 2006 г. Sanitas приобрело польское предприятие Jelfa, которое было интегрировано в группу Sanitas. Ассортимент изделий группы пополнился более чем сотней новых продуктов.
- В 2005 г. группа Sanitas закрепила в Венгрии и Болгарии, а в 2007 г. – в Чехии  и Словакии.
- В рамках программы, финансируемой из структурных фондов Европейского Союза, в 2006 г. в Каунасе началось строительство нового завода, открывшего свои двери в сентябре 2008 г.
- В декабре 2008 г. Sanitas приобрело зарегистрированное в Польше общество Homeofarm.
- В августе 2011 г. контрольный пакет акций группы Sanitas (99,4 проц.) был приобретен канадской компанией Valeant Pharmaceuticals International, Inc.

## Продукция
Лекарственные препараты в самой разной форме – таблетки, капсулы, ампулы, глазные капли, одноразовые заполненные шприцы.
Sanitas производит продукцию примерно 50 наименований. Корзину продаваемых в Литве лекарственных препаратов составляют Neocitramonas, Paracetamolis Sanitas, Neoaskofenas, Ranitidinas Sanitas, Panogastin, Latalux, Ecriten, Eufilinas Sanitas, аскорбиновая кислота Sanitas, Analginas Sanitas, Ketolgan, Alkostop и другие рецептурные и безрецептурные медикаменты.
Вся продукция группы Sanitas распределяется по терапевтическим областям:
- дерматология (кожные заболевания, поощрение ухода за здоровой кожей, включая дерматокосметику);
- лекарства для больниц (инъекционные препараты для лечения острых заболеваний);
- лекарства, воздействующие на пищеварительную систему;
- офтальмология(уход за глазами и хорошее зрение);
- урология (нарушения деятельности простаты и возрастные изменения);
- безрецептурные лекарства (лекарства, снимающие боль и воспаление);
- пищевые добавки (витамины и др.)